# Sistema di localizzazione Maidenhead
Il Sistema di localizzazione Maidenhead (in inglese: Maidenhead Locator System) (noto anche come QTH Locator e IARU Locator) è un sistema di geocodifica utilizzato dagli operatori radioamatoriali per rappresentare le proprie coordinate geografiche. Ha sostituito il deprecato localizzatore QRA, che era limitato ai contatti europei. Il suo scopo è quello di essere conciso, accurato e robusto di fronte a interferenze e altre condizioni di trasmissione avverse e inoltre può descrivere posizioni in qualsiasi parte del mondo.
I localizzatori Maidenhead sono anche comunemente chiamati localizzatori QTH, localizzatori di griglia o quadrati di griglia, sebbene i "quadrati" siano distorti su qualsiasi proiezione cartografica non equirettangolare. L'utilizzo dei termini "localizzatore QTH" e "localizzatore QRA" era stato dapprima sconsigliato, poiché tendeva a generare confusione con il precedente sistema di localizzazione QRA. L'unica abbreviazione raccomandata per indicare un riferimento Maidenhead nel codice Morse e nella trasmissione radiotelescrivente era LOC, come in LOC KN28LH.

## Storia
I concorsi tra radioamatori su frequenze VHF e UHF sono spesso valutati in base alla distanza tra i contatti, in genere 1 punto per chilometro, perciò è necessario che essi si scambino le loro posizioni via etere. 
In seguito alla crescita di questa disciplina negli anni '50, nel 1959 fu adottato il sistema di localizzazione tedesco QRA. Questo sistema era limitato alla descrizione delle coordinate europee e, a metà degli anni '70, crebbe la necessità di un sistema di localizzazione globale.
Al momento della riunione dell'aprile 1980, a Maidenhead, in Inghilterra, il gruppo di lavoro VHF aveva ricevuto venti diverse proposte per sostituire la griglia di localizzazione QRA. Quella ideata da John Morris (G4ANB) fu considerata la migliore.
Alla conferenza IARU del 1999 a Lillehammer fu deciso che la latitudine e la longitudine da utilizzare come riferimento per la determinazione dei localizzatori sarebbero dovute essere basate sul World Geodetic System 1984 (WGS84).

## Descrizione del sistema

Composizione stringa di un localizzatore Maidenhead

Un localizzatore Maidenhead comprime latitudine e longitudine in una breve stringa di caratteri, concettualmente simile al World Geographic Reference System o GEOREF. Queste informazioni sulla posizione sono indicate con un livello di precisione limitato, in modo tale da limitare la quantità di caratteri necessari per la trasmissione tramite voce, codice Morse o qualsiasi altra modalità operativa.
La codifica scelta utilizza coppie alternate di lettere e cifre, come segue:
- Modello BL11BH16

In ogni coppia, il primo carattere codifica la longitudine e il secondo carattere la latitudine. Queste coppie di caratteri hanno anche nomi tradizionali e, nel caso delle lettere, l'intervallo di caratteri (o "numero di base di codifica") utilizzato in ogni coppia varia.

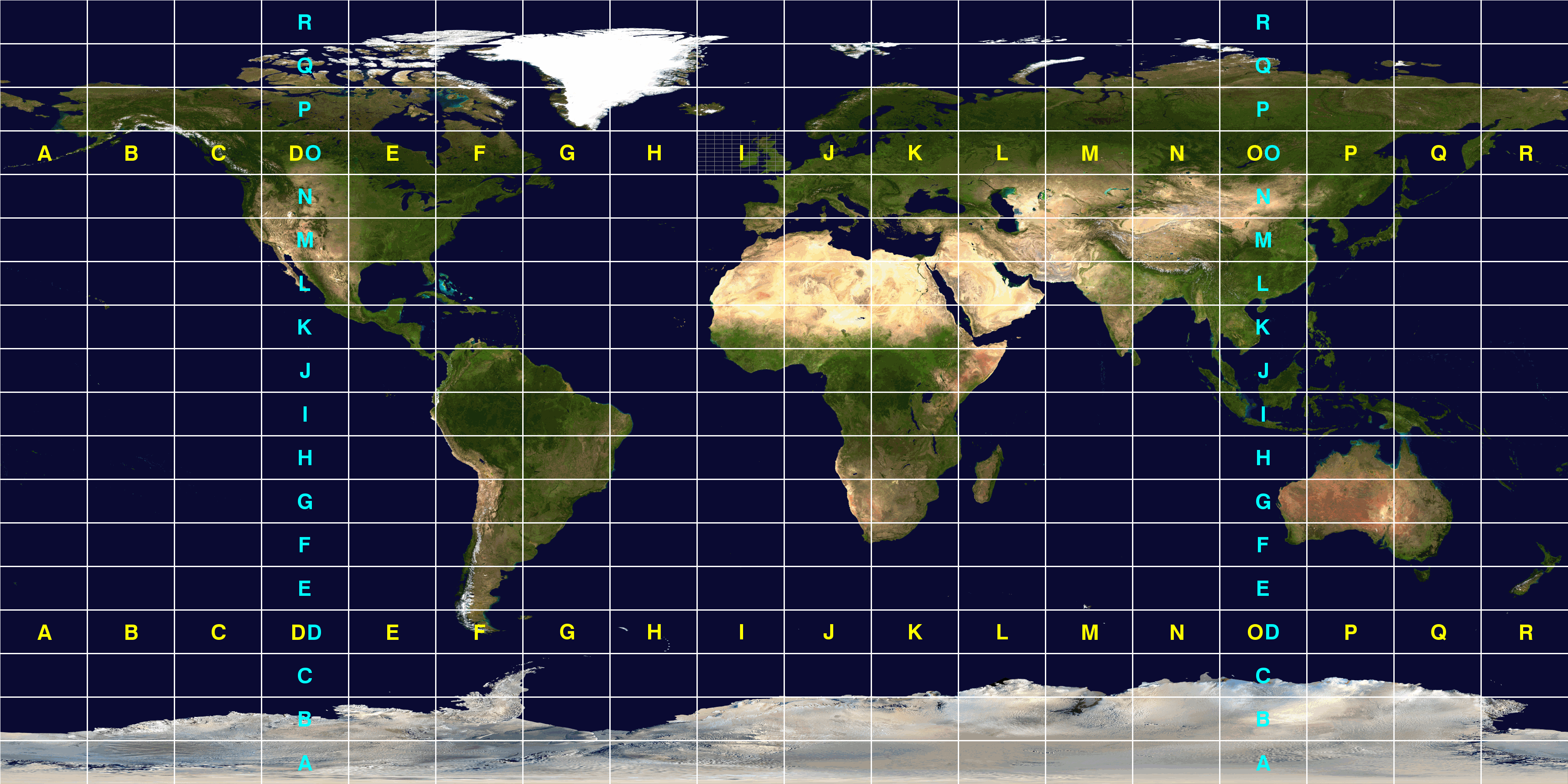
Il mondo diviso in 324 campi Maidenhead (18×18).

Per evitare numeri negativi nei dati di ingresso, il sistema specifica che la latitudine viene misurata dal Polo Sud al Polo Nord e la longitudine viene misurata verso est dall'antimeridiano di Greenwich, assegnando al meridiano fondamentale un falso orientamento verso est di 180° e all'equatore un falso orientamento verso nord di 90°.
Per semplificare la codifica manuale, la base di partenza per la prima coppia di lettere – tradizionalmente chiamata campo – è stata scelta dividendo il globo in 18 zone di longitudine di 20° ciascuna e 18 zone di latitudine di 10° ciascuna. Queste zone sono codificate con le lettere dalla A alla R.

I campi sono divisi in 100 quadrati ciascuno.

La seconda coppia di numeri, chiamata quadrato e posta dopo la prima coppia di lettere, utilizza un numero in base 10, ed è codificata utilizzando cifre da 0 a 9. Ciascuno di questi quadrati rappresenta 1° di latitudine per 2° di longitudine. Per una maggiore precisione, ogni quadrato può essere ulteriormente suddiviso in sottoquadrati. Quest'ultimi codificati in una seconda coppia di lettere, in maiuscolo, ma a volte sono indicate (erroneamente) in minuscolo come eredità del vecchio sistema QRA. Questo errore, purtroppo, è stato anche incorporato in vari pacchetti software. In questo caso, per facilitare i calcoli manuali da gradi e minuti, è stato scelto 24 come numero base, dando a questi sottoquadrati dimensioni pari a 2,5' di latitudine per 5' di longitudine. Le lettere utilizzate vanno dalla A alla X.
La stringa risultante dalla localizzazione del sottoquadrato di Maidenhead è quindi composta da due lettere, due cifre e altre due lettere. Ad esempio, W1AW, la stazione Hiram Percy Maxim Memorial dell'American Radio Relay League a Newington, Connecticut, si trova nella griglia localizzata FN31pr. 
Due punti all'interno dello stesso sottoquadrato di Maidenhead sono sempre minori di 10,4 km (6,5 mi) di distanza, il che significa che un localizzatore di Maidenhead può fornire una precisione adeguata partendo da soli sei caratteri facilmente trasmissibili.
Al fine di ottenere una mappatura più precisa della posizione, sono state introdotte due cifre aggiuntive come localizzatore esteso. Questa aggiunta porta la lunghezza complessiva a otto caratteri e suddivide i sottoquadrati in unità ancora più piccole, con dimensioni di 15'' di latitudine per 30'' di longitudine. La maggiore precisione risulta particolarmente utile nelle comunicazioni a intervalli molto brevi. Al momento, non esiste uno standard universalmente riconosciuto per estendere ulteriormente il sistema, in modo da dividere i quadrati in unità ancora più piccole. Nella maggior parte dei casi, l'estensione si basa sulla ripetizione delle regole dei sottoquadrati e dei quadrati alternati (che seguono rispettivamente numerazioni in base 24 e in base 10). Tuttavia, sono stati rilevati casi in cui vengono impiegate basi diverse per la codifica delle lettere, rendendo questi localizzatori estesi non compatibili tra loro.
Riassumendo:
- Le prime coppie di caratteri codificano prima la longitudine e poi la latitudine.
- La prima coppia (un campo) codifica in base 18 e lettere da A a R.
- La seconda coppia (quadrato) codifica in base 10 e cifre da 0 a 9.
- La terza coppia (subquadrata) codifica in base 24 e lettere dalla A alla X.
- La quarta coppia (quadrato esteso) codifica in base 10 e cifre da 0 a 9.

(La quinta e le coppie successive non sono definite formalmente, ma è possibile ricorrere agli algoritmi della terza e quarta coppia, ad esempio: BL11BH16OO66)
Sulle frequenze a onde corte, le posizioni vengono riportate con precisione quadratica, mentre su VHF e UHF si utilizza la precisione subquadrata. Alle alte frequenze delle microonde si utilizzano spesso la precisione quadratica estesa e la precisione subquadrata estesa.

## Adozione e utilizzo
Come il sistema QRA che lo ha preceduto, anche i localizzatori Maidenhead sono stati adottati e ampiamente utilizzati dai radioamatori. Sono ancora utilizzati come parte delle formule per il punteggio in molti concorsi per radioamatori VHF e come base per ottenere premi come i concorsi operativi VHF/UHF Century Club dell'American Radio Relay League, URE TTLOC, ecc.
Sotto le regole della regione IARU 1, i calcoli della distanza VHF vengono effettuati tra i centri dei sottoquadrati di Maidenhead, assumendo una Terra sferica. Ciò comporta un errore piccolo nella misura della distanza, ma semplifica i calcoli e, data l'imprecisione intrinseca dei dati inseriti utilizzati, non rappresenta la principale fonte di errore.
Fino all'adozione del WGS84 come datum geodetico ufficiale del sistema di localizzazione di Maidenhead nel 1999, gli operatori riferivano la propria posizione in base al proprio datum nazionale locale. Di conseguenza, le stazioni molto vicine ai bordi dei quadrati (alla precisione indicata) potrebbero aver cambiato le proprie posizioni quando sono passate all'uso del WGS84.
La modalità digitale a banda stretta relativamente nuova FT8 trasmette il quadrato di localizzazione Maidenhead come parte dei messaggi standard, con il quadrato di localizzazione a 4 caratteri rappresentato in modo efficiente entro 15 bit della stringa trasmessa.
Nel 2019, l'IARU ha chiarito la sua ultima posizione sull'uso del localizzatore IARU a vari livelli di precisione, inclusa una quinta coppia di caratteri e che tutte le lettere utilizzate devono essere maiuscole. 

## Supporto hardware e software
Nel 1985, la Radio Society of Great Britain pubblicò un piccolo set di routine in linguaggio BASIC per convertire i riferimenti del localizzatore in coordinate geografiche (latitudine e longitudine). Un programma completo in BASIC chiamato Universal Gridlocator fu reso disponibile l'anno successivo dall'ARRL per un costo nominale di $3 dollari americani.
Esistono molte altre utilità per convertire latitudine e longitudine in localizzatori, poiché questo è un trucco preferito dai programmatori che sono anche radioamatori. Perl supporta la conversione tra coordinate geografiche e localizzatori di Maidenhead nel modulo Ham::Locator di Andy Smith, disponibile su CPAN . 
Il modulo Python maidenhead è su pypi.org per l'installazione tramite pip.